# Miranda de Ebro
Miranda de Ebro – miasto w Hiszpanii, we wspólnocie autonomicznej Kastylia i León, w prowincji Burgos, na granicy z prowincjami Álava i La Rioja. Populacja wynosi 38 417 mieszkańców (2007 rok). Jest to ważny węzeł komunikacyjny, zwłaszcza kolejowy (stacja Miranda de Ebro) oraz ważny ośrodek przemysłowy (produkuje się tu m.in. wagony Talgo (szybkie koleje do ok. 300 km/h) dla RENFE i reszty świata). Ponadto w mieście rozwinął się przemysł papierniczy oraz spożywczy. W promieniu 80 km od Mirandy leżą miasta Logroño, Bilbao, Vitoria i Burgos.
Miranda leży nad Rio Ebro, jedną z większych rzek w Hiszpanii. Miasto szybko się rozbudowuje, cała infrastruktura, jak również budownictwo komunalne. 
W czasie II wojny światowej znajdował się tutaj najdłużej działający, bo do 1947 roku, frankistowski obóz koncentracyjny, w którym wśród przebywających tam przedstawicieli około czterdziestu narodowości najliczniejszą grupę stanowili Polacy (był wśród nich Antoni Kępiński). 

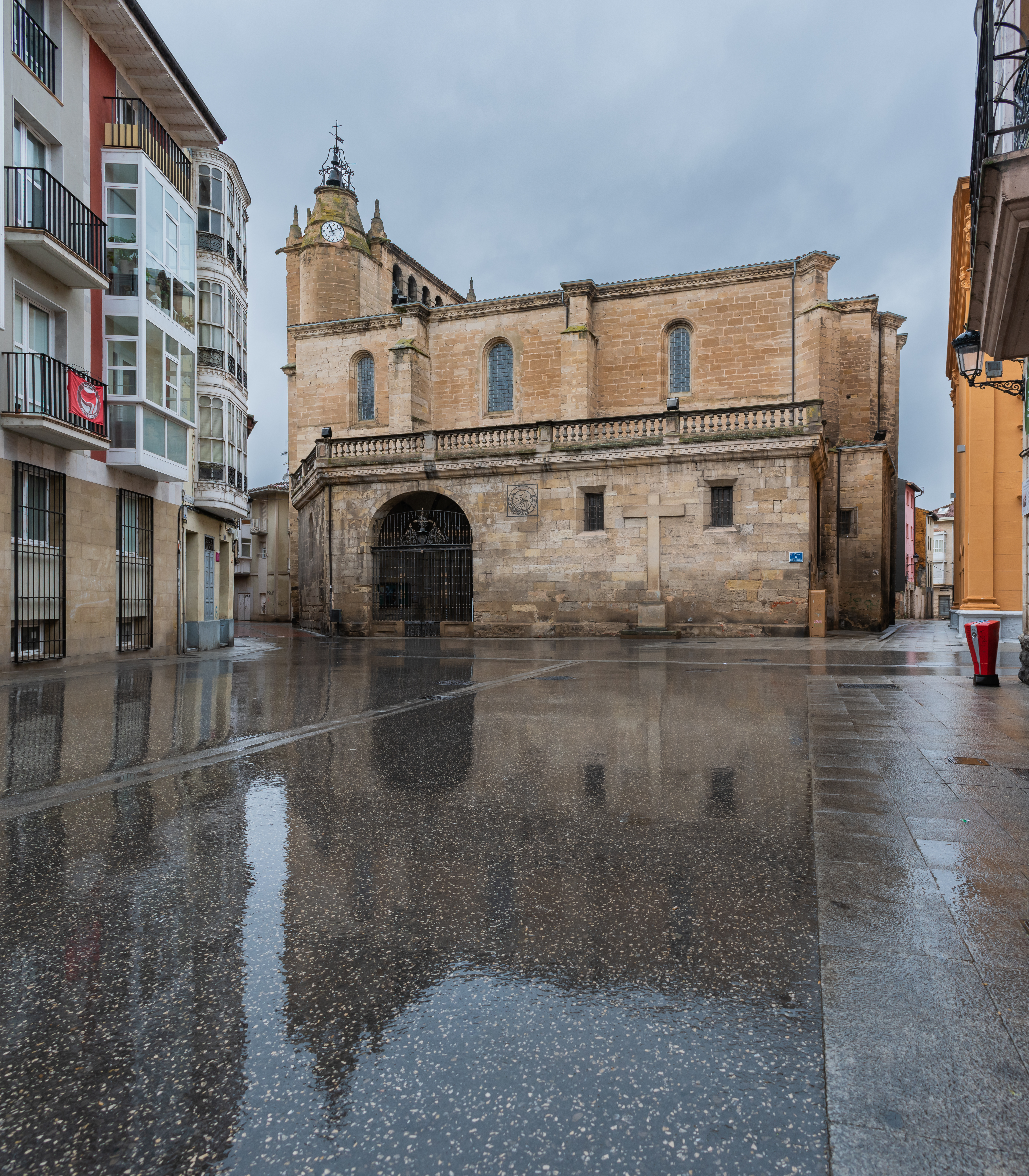
Kościół Mariacki
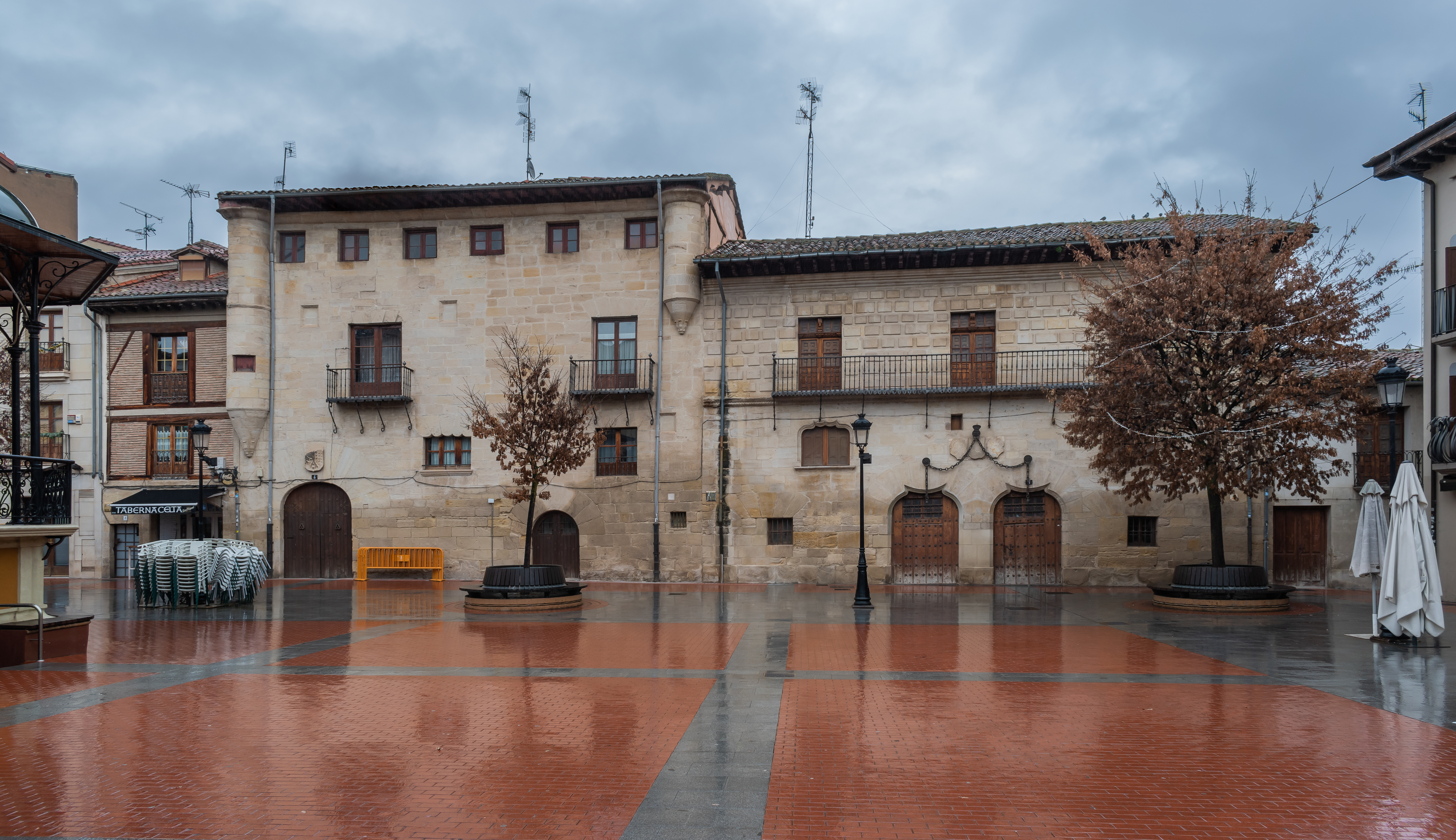
Casa de los Urbina i Casa de las Cadenas.jpg
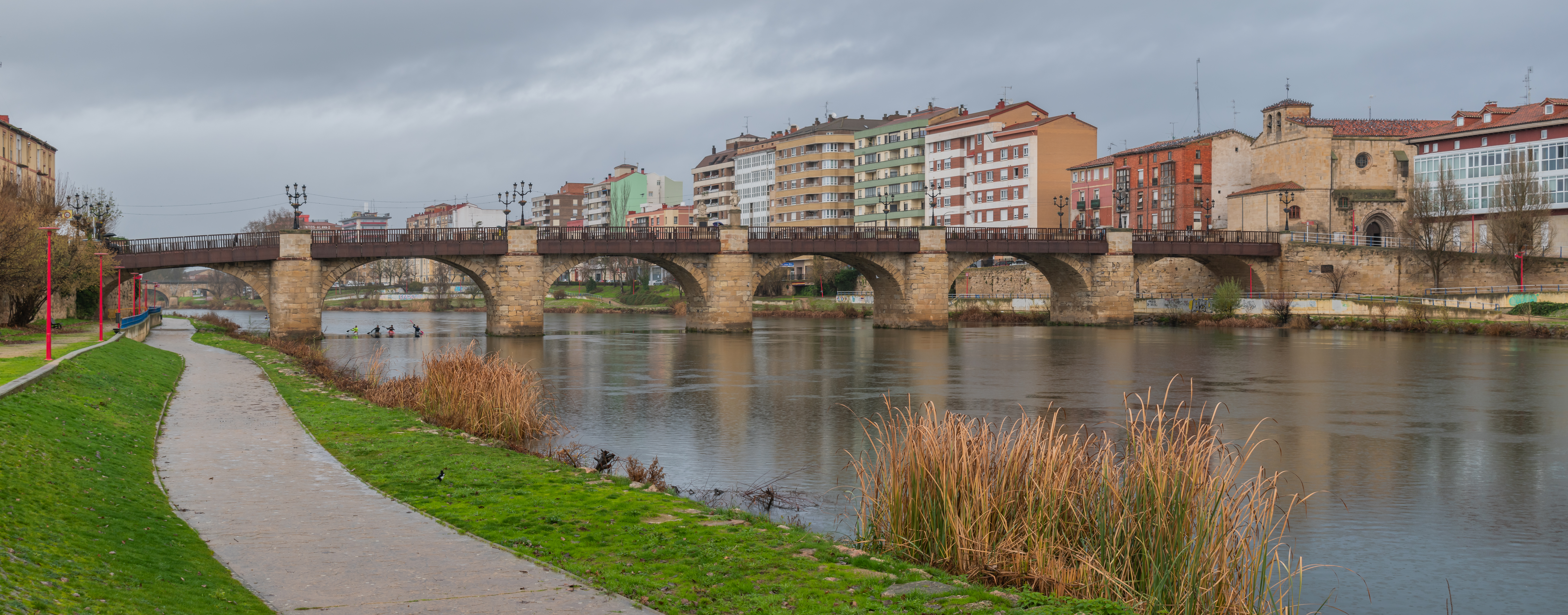
Most Karola III
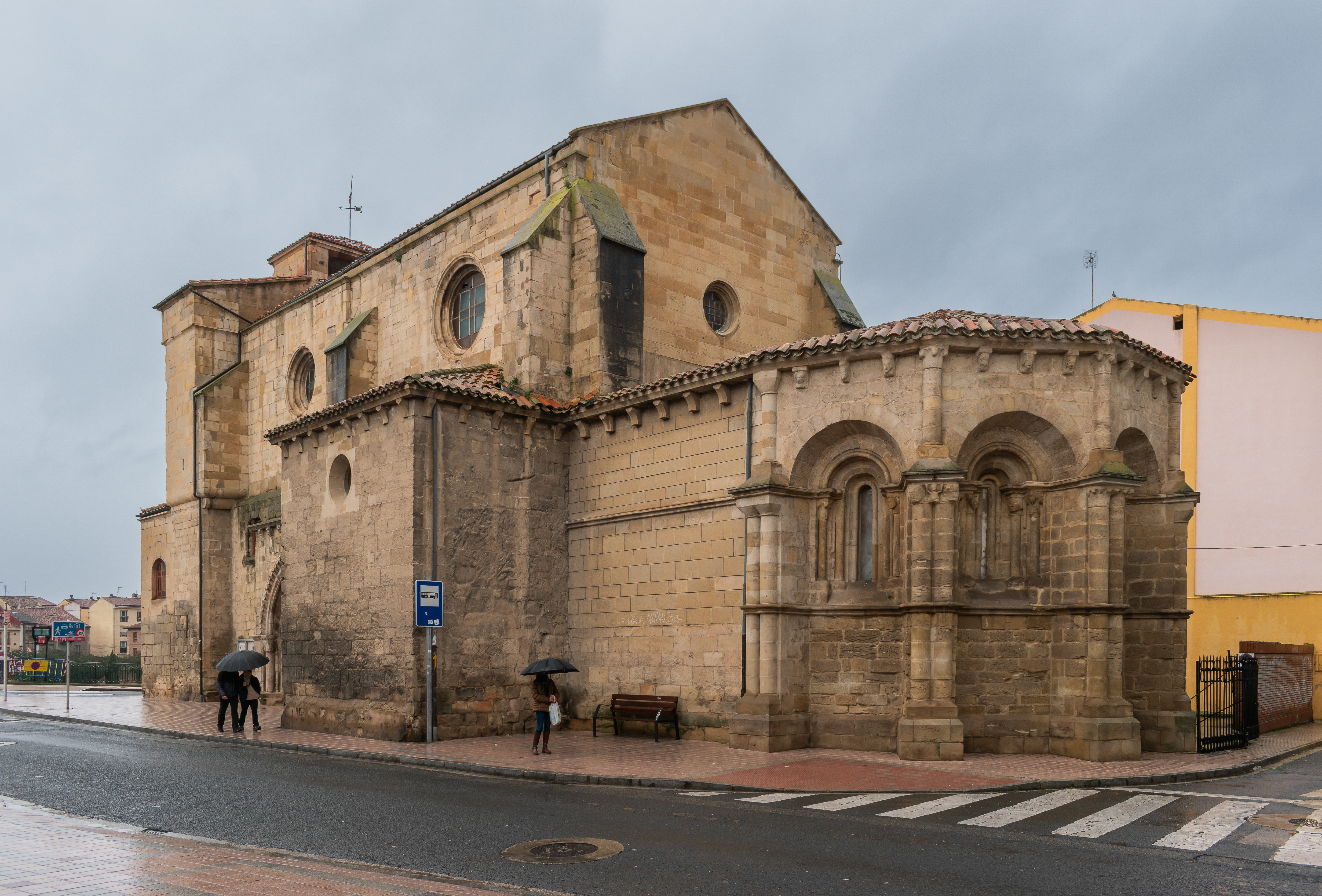
Kościół św. Ducha

## Miasta partnerskie
- Vierzon, Francja